# 성산자산성
성산자산성(城山子山城)은 중국 지린성에 위치한 발해의 성이다. 대조영이 발해를 세울 때의 근거지였던 동모산을 현재의 성산자산으로 보며 성산자산성을 발해의 첫 수도로 추정하고 있다.